# Lal Pur
Lal Pur (paschtunisch لالپوره ولسوالۍ) ist ein Distrikt in der afghanischen Provinz Nangarhar. Die Fläche beträgt 474,5 Quadratkilometer und die Einwohnerzahl 23.930 (Stand: 2022).
Der Distrikt liegt nördlich des Flusses Kabul. Hauptort von Lal Pur ist die gleichnamige Gemeinde im Süden des Distrikts.